# Bewegungsunschärfe

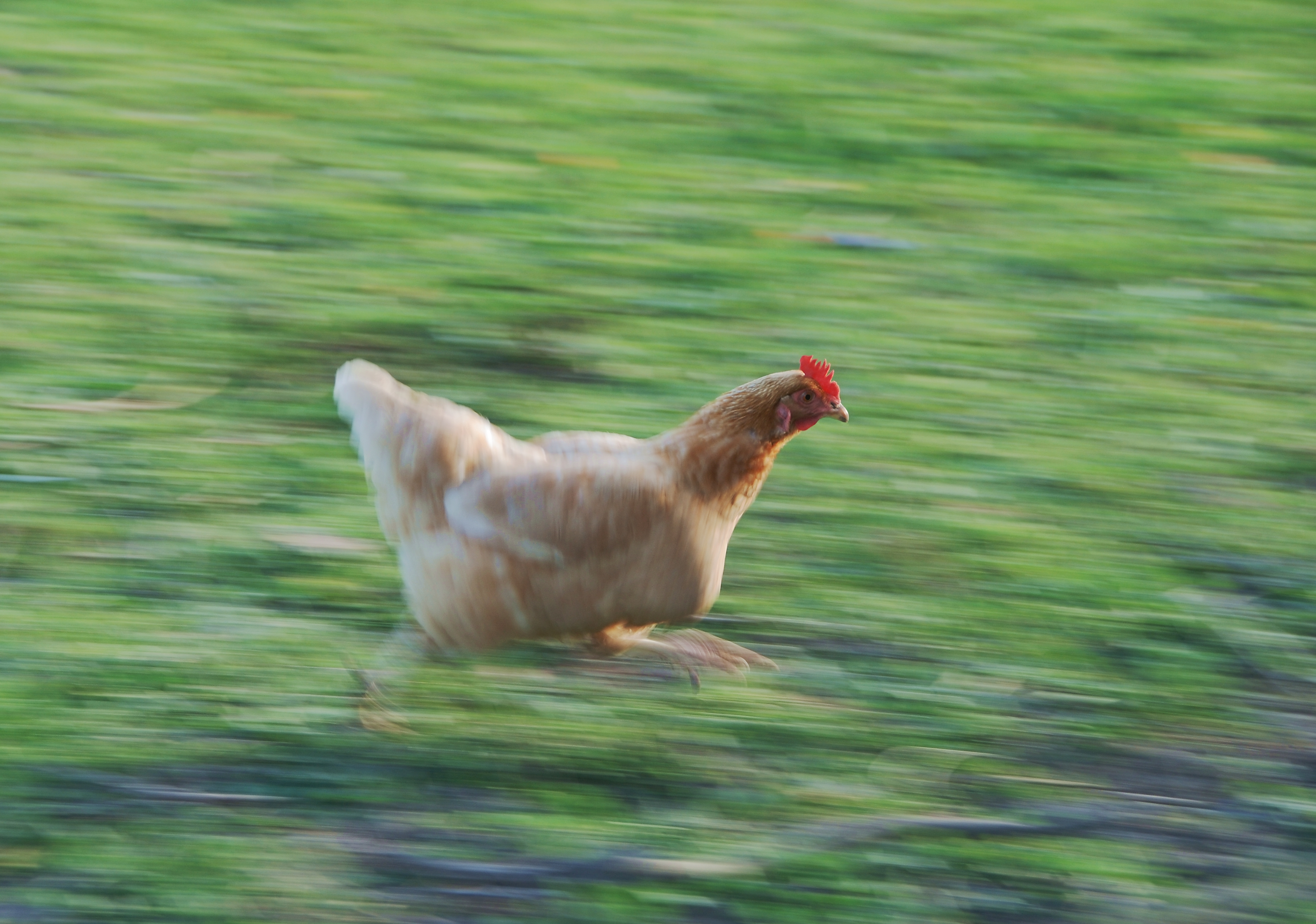
Bewegungsunschärfe als Bildgestaltungsmittel durch Mitziehen

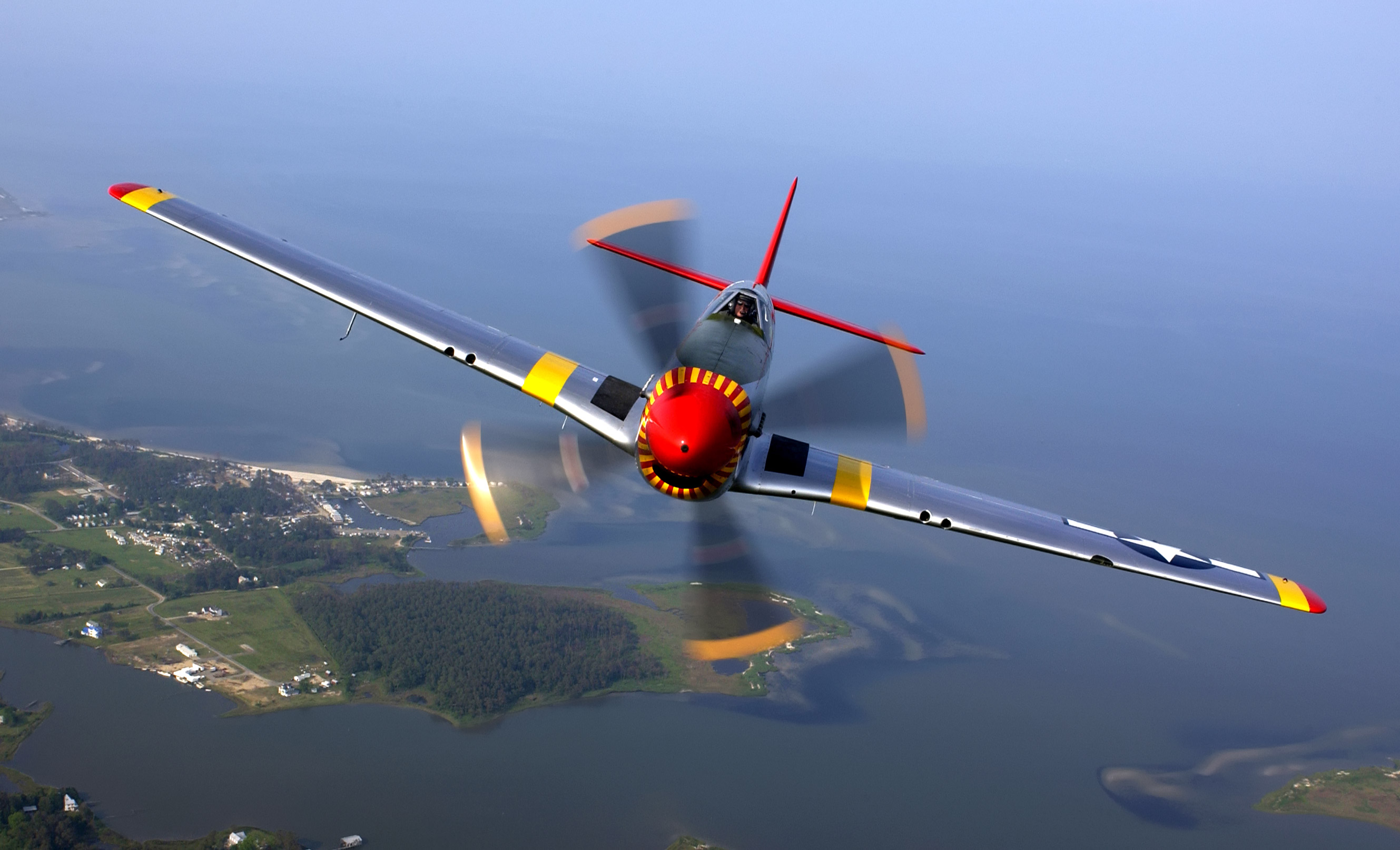
Bewegungsunschärfe im Propeller trotz sehr kurzer Belichtungszeit

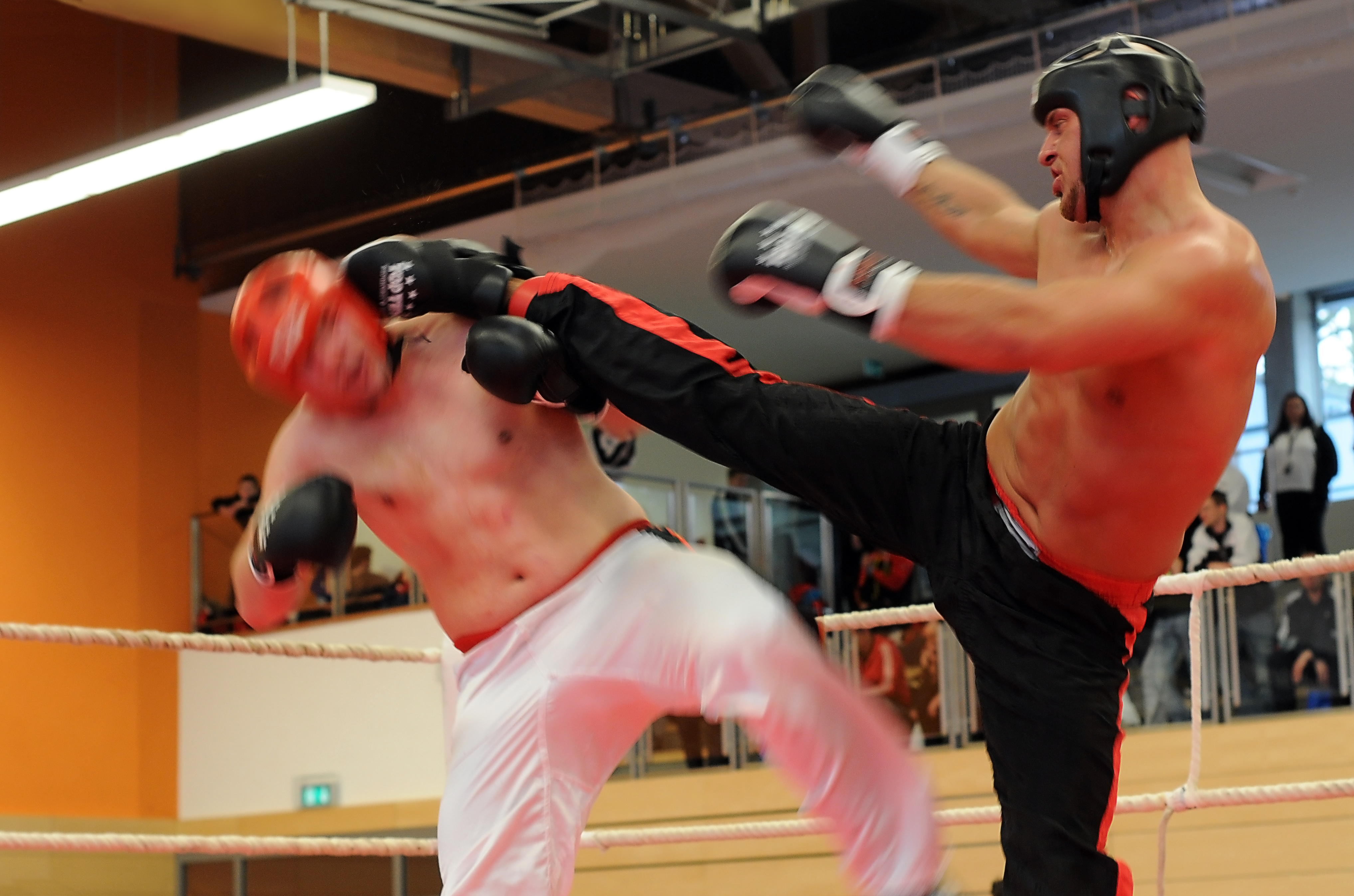
Schnell bewegte Körperteile erscheinen unscharf

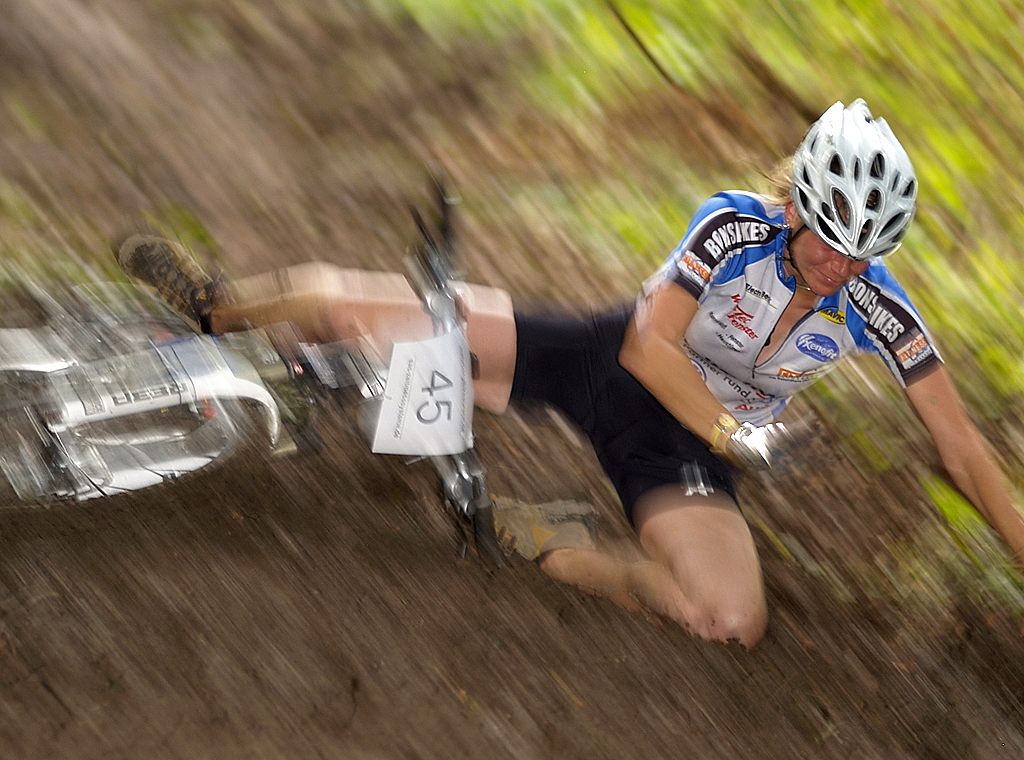
Bewegungsunschärfe, durch Objektbewegung (Sturz der Radsportlerin), mitziehen der Kamera und blitzen auf den 2. Verschlussvorhang

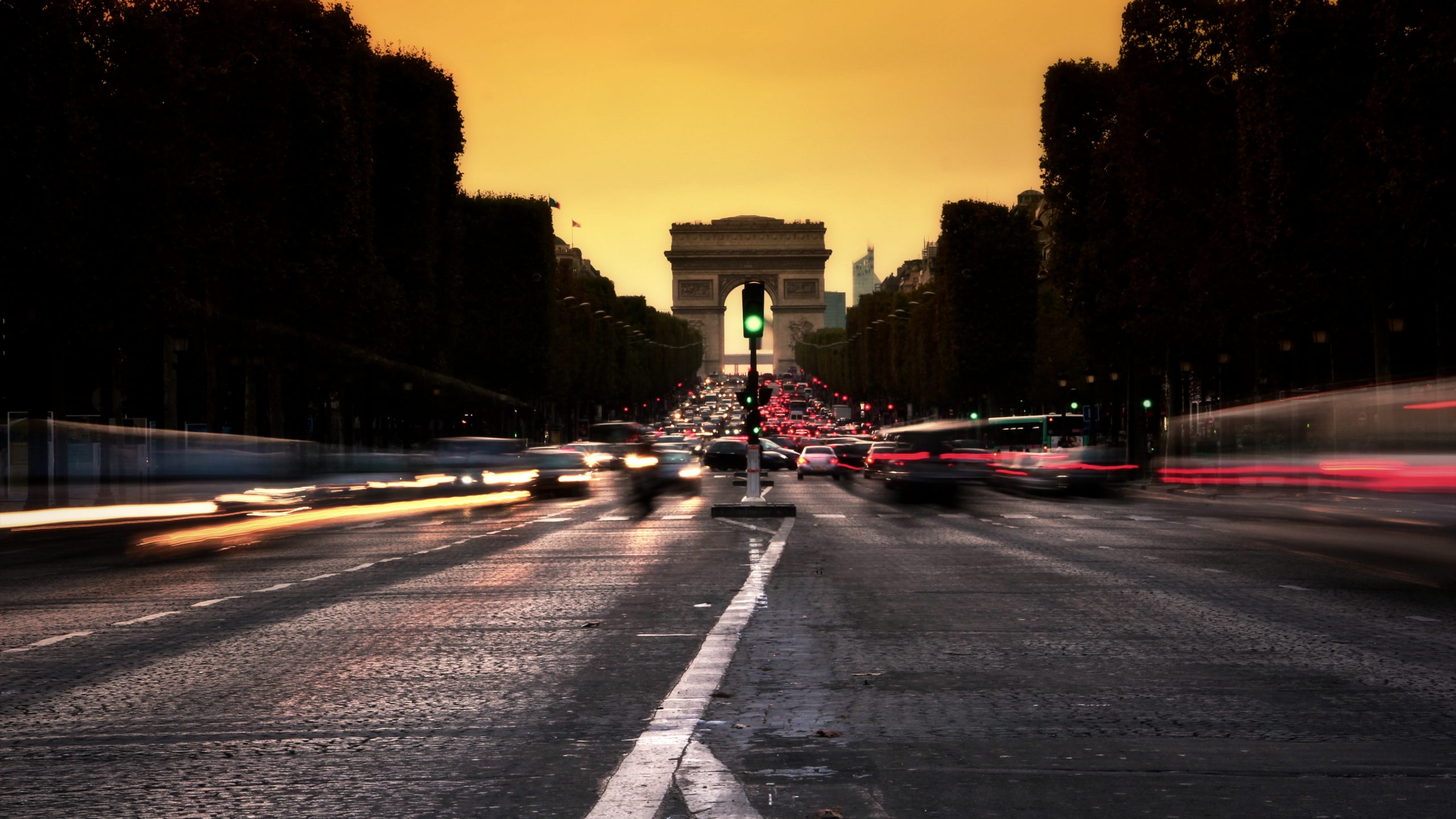
Bewegungsunschärfe auf sich bewegende Objekte in Abhängigkeit der Distanz zur Kamera. Nahe Objekte erscheinen unschärfer als entferntere.

Als Bewegungsunschärfe (im englischsprachigen Raum, aber auch umgangssprachlich im deutschen Sprachraum Motion blur genannt) bezeichnet man in der Fotografie eine Unschärfe in Bildern bewegter Objekte, die sich nicht durch fehlerhafte Fokussierung, Blendeneinstellung oder sonstige Bedienungs- und Einstellungsfehler des Fotografen ergeben. Sie ergibt sich allein durch eine während der Belichtungszeit wahrnehmbare Bewegung des Motivs und steigt proportional zur Belichtungszeit und der Winkelgeschwindigkeit des Objekts relativ zur Kamera.
Dieser Effekt ist häufig unerwünscht. Weil die fotochemischen Emulsionen im 19. Jahrhundert noch relativ lichtunempfindlich waren und langer Belichtungszeit bedurften, mussten Personen, Tiere oder sonstig mobile Objekte mehrere Sekunden stillstehen, um scharf abgebildet zu werden.
Die Begriffe Bewegungsunschärfe und sonstige Unschärfe werden oft verwechselt. Bei den überwiegenden Aufnahmensituationen – wie zum Beispiel Makrofotografie – ist Bewegungsunschärfe unerwünscht, in der Sportfotografie wird sie jedoch teilweise verwendet, um Dynamik im Bild zu erzeugen. Beim meist ungewollten Verwackeln ist hingegen das gesamte Bild unscharf, dies ist nur aus technischer Sicht eine Bewegungsunschärfe.

## Mitziehen
Die Kamera wird mit einem Motiv in dessen Bewegungsrichtung möglichst synchron mitgezogen. Dabei kann dessen Umgebung unscharf werden, wenn eine entsprechend lange Belichtungszeit gewählt wird. Diese muss jedoch kurz genug sein, um das gewünschte Hauptobjekt noch scharf – ohne Verwacklung – abzubilden. Es sei denn, es wird mit Blitz fotografiert, wobei verschiedene Effekte (Stroboskop, 2. Vorhang usw.) damit erzielt werden können.
Eine bei manchen Anlagen sehr gut ausgearbeitete Form des Mitziehens ist die Nachführung bei langzeitbelichteten astrofotografischen Aufnahmen, um die scheinbare Bewegung der Himmelskörper durch die Erddrehung zu kompensieren.

## Unschärfe durch längere Belichtungszeit

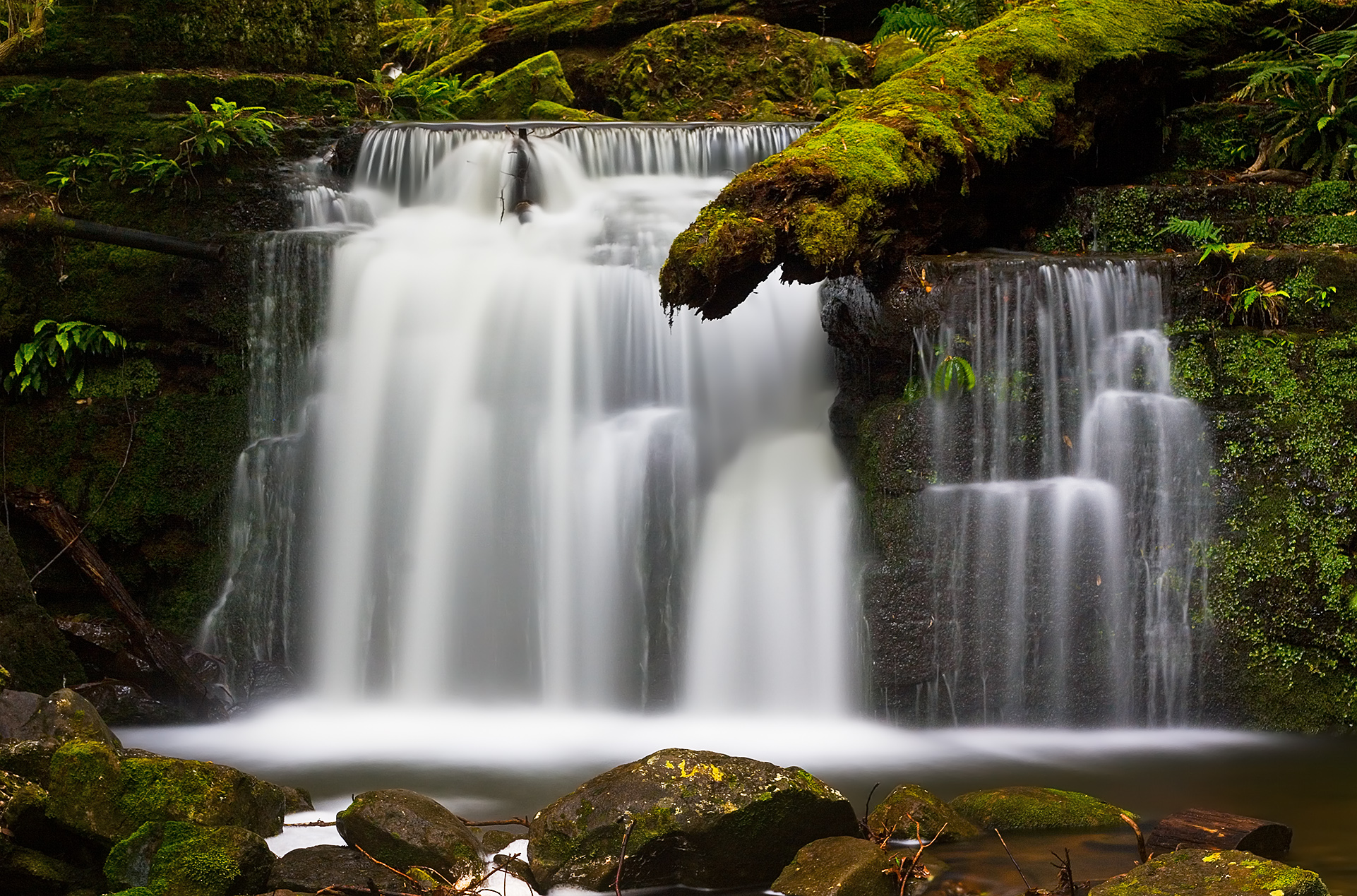
Wasserfall nach 30 Sekunden Belichtung

Bei ruhig gehaltener Kamera oder mit Stativ ist der gezielte Einsatz von Bewegungsunschärfe möglich. Dabei wird eine Belichtungszeit gewählt, bei der die gewünschten Bildelemente unscharf erscheinen, während der Rest des Hauptmotivs scharf abgebildet wird, z. B. beim fließenden Verkehr, beim Feuerwerk oder beim Wasserfall. Manchmal entsteht auch gezielt eine generelle Verwischung des Motivs.

## Technischer Hintergrund
Den Haupteinfluss auf die Bewegungsunschärfe haben dabei die relative Geschwindigkeit des bewegten Objektes im Zusammenspiel mit der Belichtungszeit; durch eine kürzere Verschlusszeit kann Bewegungsunschärfe vermindert, jedoch nicht in jedem Fall ganz vermieden werden. Das „Einfrieren“ einer Bewegung ist motivabhängig manchmal nur mit Hochgeschwindigkeitskameras oder anderen Techniken möglich.

## Synthetische Bewegungsunschärfe

Rotation um eine im Computer berechneten Figur. Links mit synthetisch erzeugter Bewegungsunschärfe, rechts ohne.

In der Bildbearbeitung spielt der Effekt der Bewegungsunschärfe eine wichtige Rolle. Häufig, um Bildern einen Hauch von Bewegung zu verleihen. Daher gibt es in den meisten modernen Bildbearbeitungsprogrammen synthetische Bewegungsunschärfe-Effekte, die sich durch Filter, wie z. B. das Weichzeichnen hervorrufen lassen.
In Computerspielen und Animationen (computergenerierten Filmen) wird Bewegungsunschärfe eingesetzt, um Bewegungen realistischer zu machen.